# ريتشارد جيمس بورغس
ريتشارد جيمس بورغس (بالإنجليزية: Richard James Burgess)‏ هو معلم موسيقى ومهندس ومنتج أسطوانات وكاتب أغاني ومهندس الصوت وملحن بريطاني، ولد في 29 يونيو 1949 في لندن في المملكة المتحدة.

## وصلات خارجية
- ريتشارد جيمس بورغس على موقع ميوزك برينز (الإنجليزية)
- ريتشارد جيمس بورغس على موقع أول ميوزيك (الإنجليزية)
- ريتشارد جيمس بورغس على موقع ديسكوغز (الإنجليزية)